# العلاقات البولندية الجنوب سودانية
العلاقات البولندية الجنوب سودانية هي العلاقات الثنائية التي تجمع بين بولندا وجنوب السودان.

## مقارنة بين البلدين
هذه مقارنة عامة ومرجعية للدولتين:
| وجه المقارنة                                              | بولندا                                                                             | جنوب السودان                  |
| --------------------------------------------------------- | ---------------------------------------------------------------------------------- | ----------------------------- |
| المساحة (كم2)                                             | 312.68 ألف                                                                         | 619.75 ألف                    |
| عدد السكان (نسمة)                                         | 38.43 مليون                                                                        | 12.58 مليون                   |
| الكثافة السكانية (ن./كم²)                                 | 122.91                                                                             | 20.3                          |
| العاصمة                                                   | وارسو                                                                              | جوبا                          |
| اللغة الرسمية                                             | اللغة البولندية                                                                    | لغة إنجليزية                  |
| العملة                                                    | زلوتي بولندي                                                                       | جنيه جنوب سوداني، جنيه سوداني |
| الناتج المحلي الإجمالي (بليون دولار)                      | 524.51 مليار                                                                       | 2.90 مليار                    |
| الناتج المحلي الإجمالي (تعادل القوة الشرائية) بليون دولار | 1.02 تريليون                                                                       | 22.88 مليار                   |
| الناتج المحلي الإجمالي الاسمي للفرد دولار أمريكي          | 12.55 ألف                                                                          | 73                            |
| الناتج المحلي الإجمالي للفرد دولار أمريكي                 | 26.14 ألف                                                                          | 2.02 ألف                      |
| مؤشر التنمية البشرية                                      | 0.843                                                                              | 0.467                         |
| رمز المكالمات الدولي                                      | +48                                                                                | +211                          |
| رمز الإنترنت                                              | .pl                                                                                | .ss                           |
| المنطقة الزمنية                                           | توقيت وسط أوروبا، ت ع م+01:00، ت ع م+02:00، أوروبا/وارسو ‏، توقيت وسط أوروبا الصيفي | ت ع م+03:00                   |

## منظمات دولية مشتركة
يشترك البلدان في عضوية مجموعة من المنظمات الدولية، منها:
| علم المنظمة | اسم المنظمة                        | تاريخ انضمام بولندا | تاريخ انضمام جنوب السودان |
| ----------- | ---------------------------------- | ------------------- | ------------------------- |
|             | مؤسسة التنمية الدولية              | 28 أكتوبر 1960      | 18 أبريل 2012             |
|             | يونسكو                             | 6 نوفمبر 1946       | 27 أكتوبر 2011            |
|             | وكالة ضمان الاستثمار متعدد الأطراف | 29 يونيو 1990       | 18 أبريل 2012             |
|             | الأمم المتحدة                      | 24 أكتوبر 1945      | 14 يوليو 2011             |
|             | الاتحاد البريدي العالمي            | 1 مايو 1919         | ?                         |
|             | البنك الدولي للإنشاء والتعمير      | 27 يونيو 1986       | 18 أبريل 2012             |
|             | الاتحاد الدولي للاتصالات           | 1921                | 3 أكتوبر 2011             |
|             | مؤسسة التمويل الدولية              | 29 ديسمبر 1987      | 18 أبريل 2012             |
|             | منظمة الشرطة الجنائية الدولية      | ?                   | ?                         |

## وصلات خارجية
- موقع وزارة الخارجية البولندية
- موقع وزارة الخارجية الجنوب سودانية